# Vertedero de Ordot

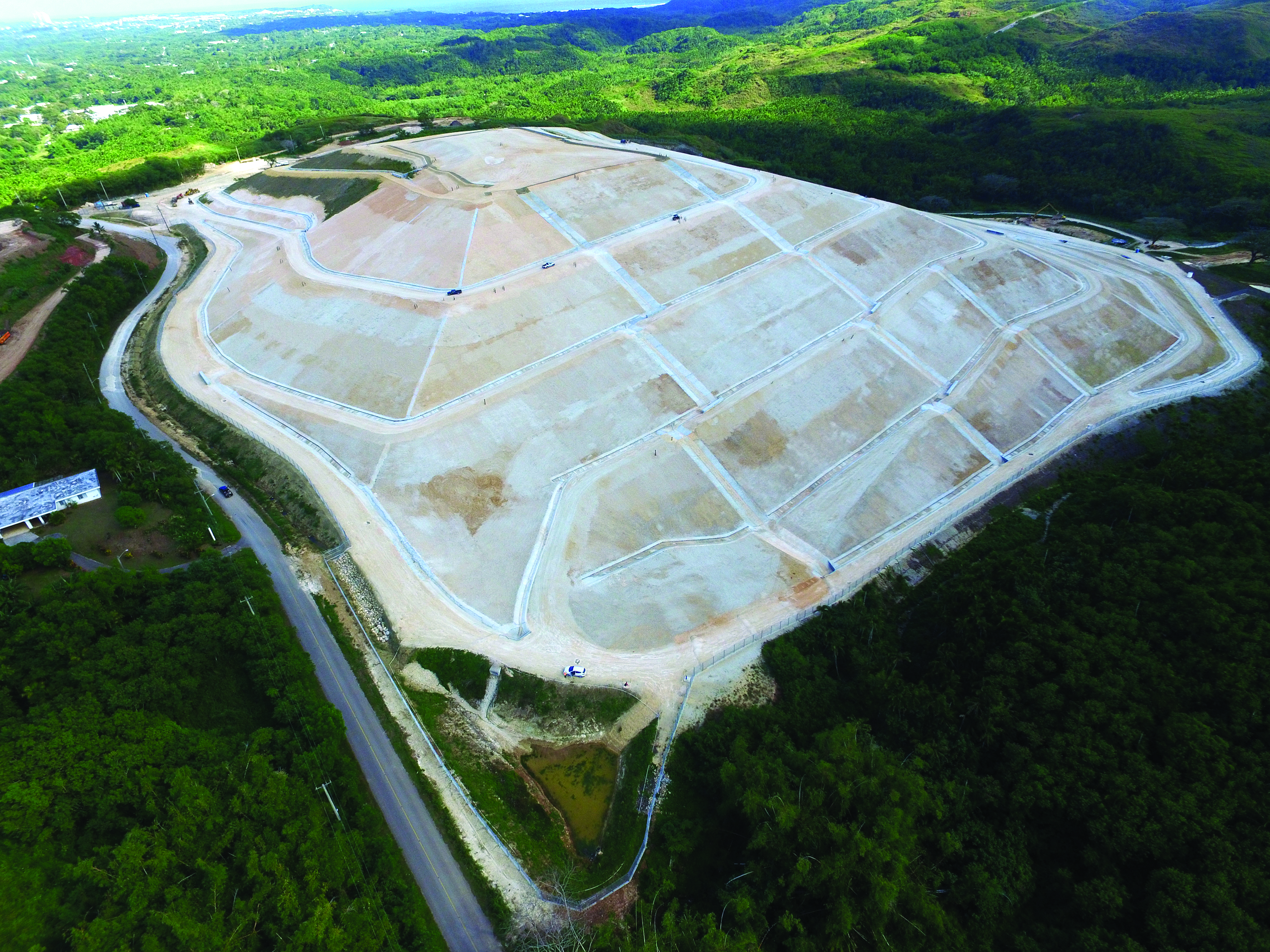
Vista aérea del vertedero de Ordot

El Vertedero de Ordot (En inglés: Ordot Dump), también conocido como Ordot Landfill, fue un vertedero en la isla de Guam, en el Pacífico occidental, que funcionó desde la década de 1940 hasta 2011. Originalmente operado por el ejército de los EE. UU., la propiedad se transfirió al Gobierno de Guam en 1950, aunque continuó recibiendo todos los desechos de la isla, incluso de la Base Naval de Guam y la Base de la Fuerza Aérea Andersen, durante la década de 1970. La Agencia de Protección Ambiental (EPA) designó a Ordot Dump como un sitio Superfund (sitio donde se aplica la Ley Estadounidense Integral de Respuesta, Compensación y Responsabilidad Ambiental de 1980) en 1983. En 2002, el gobierno de los EE. UU. demandó a Guam en virtud de la Ley de Agua Limpia para obligarlo a limpiar el vertedero de Ordot, lo que dio lugar a que Guam firmara un decreto de consentimiento para cerrar y cubrir el vertedero. Después de que Guam no lo hiciera, la EPA puso el vertedero en receivership. El receptor cerró Ordot Dump en 2011. En 2017, Guam demandó al gobierno de los EE. UU. por parte de los costos de limpieza del basurero, que se estimó en 160 millones de dólares. El gobierno federal argumentó que el plazo de prescripción ya había expirado para que Guam presentara una demanda. La Corte Suprema de los Estados Unidos escuchó el caso, Guam v. Estados Unidos (Guam v. United States), y decidió por unanimidad en mayo de 2021 permitir que continuara el caso de Guam.

## Geografía y geología
El vertedero de Ordot comprende 63 acres (25,5 ha) en la comunidad de Ordot en el municipio aldea de Chalan Pago-Ordot . Se encuentra a unas 2,5 millas (4 km) al sur de la capital de Guam, Agaña, y aproximadamente a 1 milla (1,6 km) al suroeste de la intersección de Guam Highway 4 y Dero Drive.
El vertedero está ubicado en las tierras altas en la división entre las provincias geológicas volcánicas del sur y calizas del norte. Un informe de la EPA de 1988 señaló que una supuesta falla geológica debajo del vertedero puede proporcionar una conexión con el acuífero principal que proporciona agua potable a Guam. El basurero está ubicado en un barranco que es un afluente del río Lonfit, que a su vez desemboca en el río Pago, que desemboca en la bahía de Pago en la costa este de Guam con el Océano Pacífico . El suelo que subyace al vertedero es un sedimento volcánico de grano muy fino con un alto contenido de arcilla. Sus bajos niveles de permeabilidad pueden explicar la falta de evidencia de bacterias y metales pesados que migren al suelo. El punto medio del vertedero es un pico de aproximadamente 90 metros (295,3 pies) .

## Historia
Se desconoce cuándo se usó el sitio por primera vez para la eliminación de desechos, pero estaba en uso antes de la Segunda Guerra Mundial . Durante la ocupación japonesa de Guam, continuó utilizándose para su eliminación. Después de la Segunda Batalla de Guam, la Marina de Guerra de los Estados Unidos tuvo control absoluto sobre Guam y creó el único vertedero en la isla en Ordot Dump, con un fondo sin revestimiento y una parte superior sin tapar. Como parte de la Ley Orgánica de Guam de 1950, Estados Unidos transfirió unilateralmente Ordot Dump al Gobierno de Guam (GovGuam) para operar como vertedero municipal. Sin embargo, la Armada continuó usando el basurero Ordot durante las guerras de Corea y Vietnam. En la década de 1970, con la creación de opciones de vertederos militares, se convirtió únicamente en un vertedero civil y siguió siendo el único vertedero público en Guam hasta su cierre en 2011.
Hay múltiples anécdotas de que el sitio se usó para verter desechos que contenían bifenilos policlorados (PCB), pesticidas y artillería militar, pero no hay documentación que lo confirme. Se considera de conocimiento común en Guam que tanto las fuerzas japonesas como las estadounidenses colocaron artefactos explosivos sin detonar (UXO) en el vertedero, en particular durante la Segunda Guerra Mundial, con múltiples anécdotas de explosiones en el vertedero que a veces provocan incendios. Sin embargo, no hay registros de lesiones graves como resultado de estas explosiones. Basado en la historia del sitio, se cree que cualquier artefactos explosivos sin detonar (UXO) remanente estaría ubicado en la esquina noroeste del vertedero existente. Ha habido muchos incendios en el vertedero; desde 1990, ha habido un promedio de un incendio cada dos años. La única documentación sustancial de estos incendios es de un incendio de llantas en 1998 que continuó ardiendo bajo tierra y en gran parte se dejó que se quemara solo. La Legislatura de Guam asignó $250,000 para cubrir los costos del incendio en el vertedero que ocurrió el 25 de octubre de 2002. Los vecinos cercanos de Chalan Pago-Ordot protestaron por la presencia del vertedero, que obligó a evacuar cuando surgieron incendios subterráneos, despedía mal olor, especialmente después de fuertes lluvias, contaminó el cercano río Lonfit y sustentó una gran cantidad de moscas que ocuparon los alrededores. zona.
Luego de la promulgación de la Ley Estadounidense Integral de Respuesta, Compensación y Responsabilidad Ambiental de 1980 (CERCLA), el Gobernador de Guam designó al Vertedero de Ordot como la máxima prioridad de Guam para la limpieza del sitio Superfund. Luego se incluyó en la Lista de Prioridades Nacionales inicial que se finalizó el 8 de septiembre de 1983. El 26 de marzo de 1986, la Agencia de Protección Ambiental de los Estados Unidos encontró que el Vertedero de Ordot violaba la Ley de Agua Limpia debido a la descarga de lixiviados del vertedero en el río Lonfit sin un permiso del Sistema Nacional de Eliminación de Descargas Contaminantes y ordenó que el Vertedero cesara las descargas. En su Registro de decisión final, la EPA señaló como partes potencialmente responsables de la contaminación a la , el gobierno de Guam y el Departamento de Obras Públicas, entre otros usuarios de rellenos sanitarios informados. En respuesta a la continua descarga de lixiviados, el 24 de julio de 1990, la EPA ordenó al Departamento de Obras Públicas de Guam que cesara la descarga del vertedero. En 2002, el gobierno federal buscó exigir a GovGuam que pagara la limpieza, en lugar de usar dinero del Superfondo Federal, aunque GovGuam siguió insistiendo en que no podía pagar el costo de una limpieza. El 11 de febrero de 2004, luego de una continua descarga en violación de la Ley de Agua Limpia, el Tribunal del Distrito de Guam (District Court of Guam) emitió un Decreto de Consentimiento en el que el Gobierno de Guam acordó cesar la descarga de contaminantes del Vertedero de Ordot, cerrar el Vertedero de Ordot en un plazo de 45 meses, comenzar a implementar un post -plan de cierre, obtención de permisos y puesta en funcionamiento de un nuevo relleno sanitario municipal en un plazo de 44 meses. Como parte del acuerdo, el Decreto de Consentimiento establecía que se celebró "sin ningún hallazgo o admisión de responsabilidad contra o por parte del Gobierno de Guam". El 17 de marzo de 2008, el Tribunal de Distrito, notando la falta de progreso en la implementación del Decreto de Consentimiento de 2004, nombró Síndico Federal a la empresa Gershmann, Brickner & Bratton, Inc. (GBB) para gestionar y supervisar la División de Gestión de Residuos Sólidos de Guam y lograr el cumplimiento del Decreto de Consentimiento. El 31 de agosto de 2011, se cerró Ordot Dump y su papel lo asumió el recién construido Layon Landfill en Inalåhan, que comenzó a funcionar el 1 de septiembre de 2011.

### Guam v.Estados Unidos
El Gobierno de Guam estimó que el costo de limpiar el vertedero de Ordot podría ascender a $160 millones. En vista de esto, Guam demandó a la Marina de Guerra de los Estados Unidos en la disputa legal conocida como Guam v. Estados Unidos en 2017 por parte de los costos de limpieza, ya que figura como una parte potencialmente responsable bajo la Sección 107 (a) de CERCLA o, alternativamente, bajo la Sección 113 (f) (3) (B) de CERCLA por "responsabilidad ante los Estados Unidos". Estados o un Estado por parte o la totalidad de una acción de respuesta o por algunos o todos los costos de dicha acción en un […] acuerdo de transacción aprobado judicialmente”. La Corte de Apelaciones de los Estados Unidos para el Circuito del Distrito de Columbia dictaminó que solo la acción de la Sección 113(f)(3)(B) podía aplicarse al caso, pero que el Consentimiento de 2004 había desencadenado un plazo de prescripción de tres años. Decreto relacionado con violaciones de la Ley de Agua Limpia y que, por lo tanto, Guam no podía demandar a la Marina. La Corte de Apelaciones de los Estados Unidos para el Circuito del Distrito de Columbia señaló que el fallo fue "duro" ya que la Marina había "depositado municiones y productos químicos peligrosos en el basurero de Ordot durante décadas y dejó que Guam pagara la factura".
El caso llegó a la Corte Suprema de los Estados Unidos en 2021. Los fiscales generales de 24 estados, el Distrito de Columbia y las Islas Marianas del Norte presentaron un escrito de amicus curiae en apoyo de Guam. SCOTUSblog calificó el escrito de amicus como "extraordinario" ya que "los estados están divididos equitativamente entre estados rojos y estados azules y estados grandes y pequeños, de todas las regiones de la nación". Los fiscales generales sostuvieron que solo los acuerdos explícitamente vinculados a CERCLA podrían iniciar el plazo de prescripción de la Sección 113(f)(3)(B) de CERCLA y que el fallo del Tribunal de Circuito de DC permitiría que las fuerzas armadas de los EE. bases militares contaminadas en todo el país.
En una decisión unánime, el 24 de mayo de 2021, la Corte Suprema falló con Guam. En la opinión de la Corte, el juez Clarence Thomas rechazó el argumento de la Marina de Guerra de los Estados Unidos y estuvo de acuerdo con Guam en que solo un acuerdo de responsabilidad específica de CERCLA podría desencadenar el estatuto de limitaciones de la Sección 113(f)(3)(B) de CERCLA. Thomas señaló que, si bien la CERCLA y otros estatutos ambientales pueden tener pasos funcionalmente similares, "confiar en esa superposición funcional para reinterpretar la frase 'resolvió su responsabilidad... por parte o la totalidad de una acción de respuesta' para que signifique 'resolvió una responsabilidad ambiental que podría haber sido procesable bajo CERCLA' extendería el estatuto más allá del lenguaje real del Congreso". Por lo tanto, a Guam se le permitió continuar con su acción en busca de la contribución de la Marina de Guerra de los Estados Unidos al costo de la limpieza del vertedero de Ordot.